# Hubert Beckers
Hubert Karl Philipp Beckers, född den 4 november 1806 i München, död där den 10 mars 1889, var en tysk filosof.
Beckers blev 1847 professor i filosofi vid Münchens universitet. Han ansågs tillhöra Friedrich von Schellings främsta lärjungar, och hans viktigaste verk är ägnade hans mästare, som Über die Bedeutung der schellingschen Metaphysik (1861) och Schellings Geistesentwickelung (1875).